# هيدراماسين-1

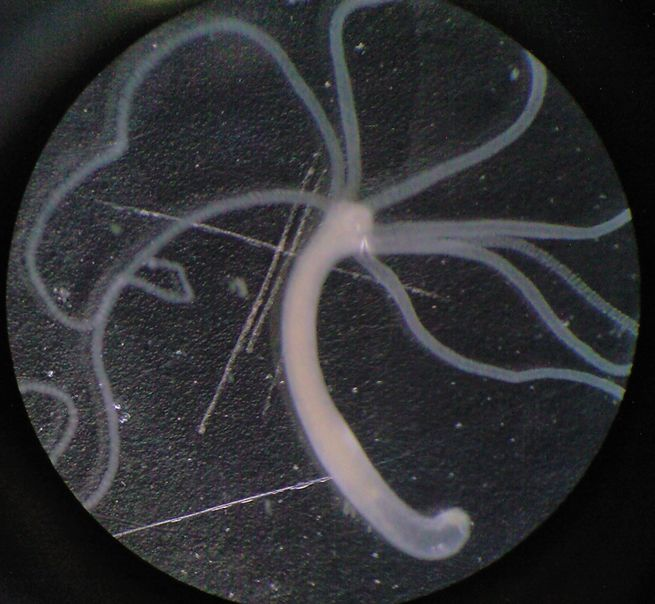
هيدرا (الحجم: عدة مليمترات)

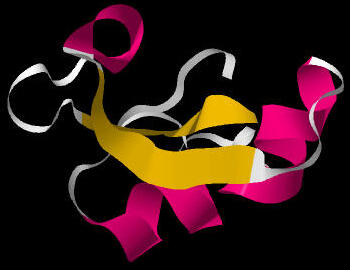
هيكل الهيدراماسين -1

هيدراماسين -1 هو نوع من البروتينات المضادة للميكروبات. تَمَّ عزله واستنساخه لأول مرة عام 2008 من خلايا الماء العذب هيدرويد (هيدرا) وهي جنس من القراصات، حيث يبلغ طول البروتين بها حوالي 60 نوعًا من الأحماض الأمينية، وهو فريد من نوعه في كل من تسلسل الأحماض الأمينية والهيكل الثالث، مما يدفع إلى تصنيفه في عائلة جديدة من البروتينات، وهي الماسينات. من المرجح أن يكون التركيب غير المعتاد للبروتين سببًا لخصائص المركب القوية المضادة للميكروبات. 
حددت اختبارات مضادات الميكروبات أن البروتين له تأثير مضاد للجراثيم ضد البكتيريا موجبة الغرام والبكتيريا سالبة الغرام. امتد هذا النشاط الفعال المضاد للبكتيريا إلى سلالات معروفة من البكتيريا المسببة للأمراض متعددة المقاومة، مثل تلك الموجودة في كليبسيلا أوكسيتوكا. وظيفيًا، يتسبب البروتين في تكتل الخلايا البكتيرية معًا وتجمعها، مما يؤدي إلى تغيير شكل التجمعات البكتيرية التي ينتجها. ينتج عن هذا اضطراب في بنية الغشاء البكتيري. 
تم عزل هيدراماسين -1 لأول مرة من الخلايا الظهارية من لاسعات (قراصات) الهيدرا، وهو حيوان صغير (شبه مجهري) يعيش في المياه العذبة، يتعلق بالشعاب المرجانية وشقائق النعمان البحرية وقناديل البحر. تمكّن باحثون ألمان من عزل الجين المشفر لإنتاج البروتين من جينوم الهيدرا في عام 2008. تم نقل الجين واستنساخه في بلازميد ( Pet32a ) تم إدخاله في بكتيريا إشريكية قولونية، وهي طريقة قياسية لتكرار بروتين معزول من كائن حي أكبر بكثير.  تم بعد ذلك تحديد الهيكل ثلاثي الأبعاد للبروتين الناتج عن طريق التحليل الطيفي بالرنين المغناطيسي النووي ويتم نشره الآن عبر الإنترنت من قبل بنك بيانات البروتين . 
هيدراماسين -1 هو بروتين أحادي السلسلة يتكون من ستين حمضًا أمينيًا. إنه مزيج فريد من الأحماض الأمينية على سطح الجزيء الذي يعطي البروتين صفاته القوية المضادة للميكروبات. تم اقتراح هذا الجزء المتخصص من البنية الثلاثية للبروتين، وهو عبارة عن حزام موجب الشحنة بين منطقتين كارهتين للماء (وخامل أيونيًا)، كمحفز لتأثير التجميع البكتيري بواسطة البروتين. 
يختلف هيدراماسين -1 عن أي مضاد آخر للبكتيريا معروف حاليًا، باستثناء نوعين من البروتينات الموجودة في العلقات. يقترح الباحثون وضع هيدراماسين 1 والبروتينات من العلقة في عائلة بروتينية معينة تسمى الماكينات. البروتينات الأقرب في التركيب إلى الماكينات هي عائلة فائقة من البروتينات المشتقة من سم العقرب، والتي يطلق عليها اسم ثيران العقرب . 

## روابط خارجية
- هيدراماسين -1 (2K35) في بنك بيانات البروتين، بما في ذلك التسلسل والمعلومات الهيكلية ثلاثية الأبعاد.
- هيدراماسين -1 (2K35) في OCA.